# Carrasca milenaria de Lecina

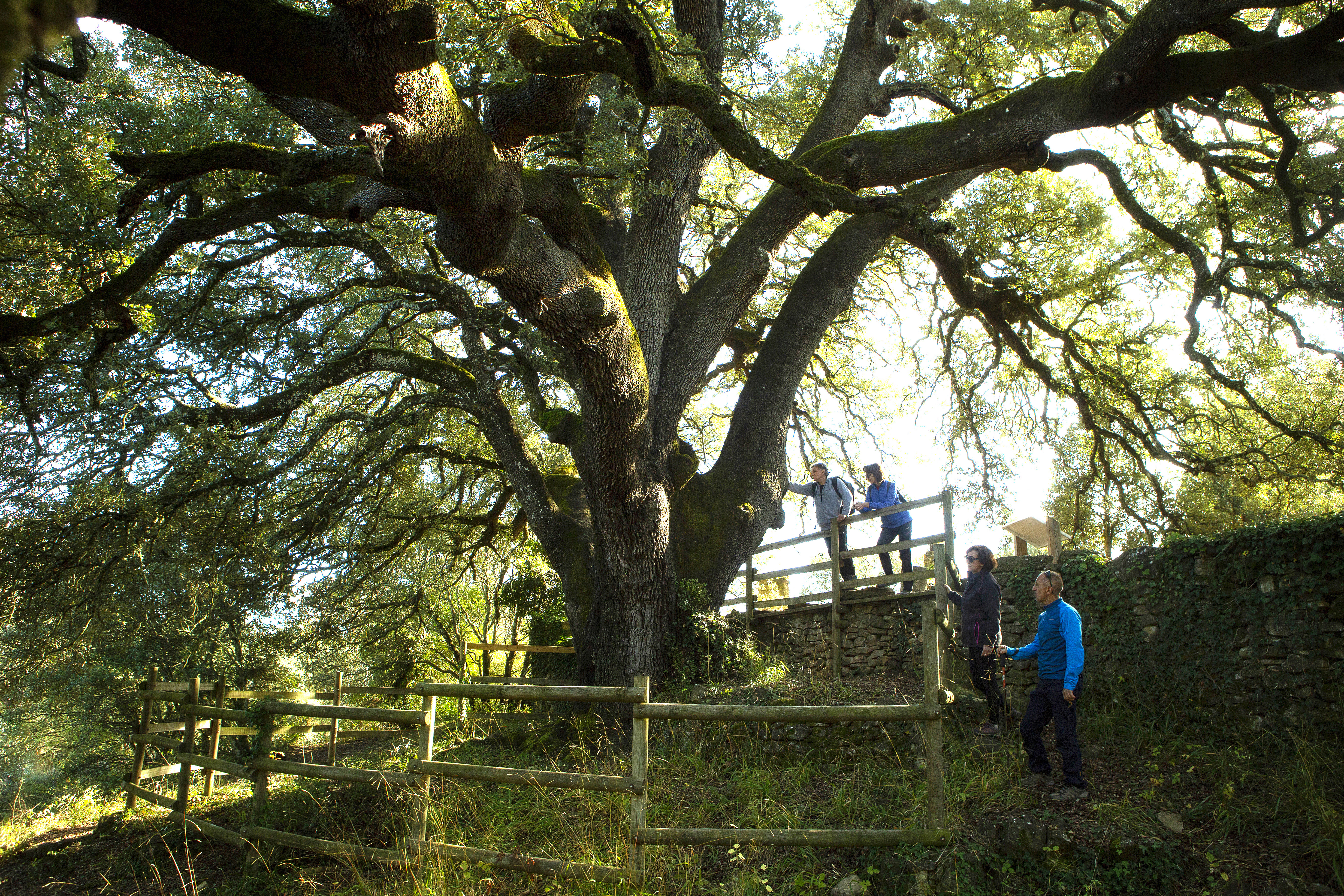
Carrasca milenaria de Lecina.

La carrasca milenaria de Lecina es un árbol de la especie Quercus ilex situado en la localidad de Lecina, perteneciente al término municipal de Bárcabo (provincia de Huesca, España). Está considerado como uno de los árboles más longevos de España, con una edad estimada de 1100 años. Es una de las encinas más grandes de España, con 6,1 metros de perímetro, diámetro en base de 1,75 metros, diámetro a 1,3 metros de 2,41 metros, altura del fuste de 1,05 metros y una altura total de 16,5 metros. El diámetro de la copa es de 28 metros y su superficie es de 615 metros cuadrados. Entre sus muchos reconocimientos, la carrasca milenaria está incluida en el catálogo de árboles singulares de Aragón, fue elegida «Árbol del Año en España» en 2020 y posteriormente galardonada como «Árbol europeo del Año» en 2021.

## Situación
La carrasca milenaria se encuentra muy próxima al núcleo urbano de Lecina. Se accede desde la calle situada junto al muro del cementerio de la iglesia. Al salir de la localidad la calle se convierte en camino, entre paredes de piedra. A menos de cuatro minutos, cerca de una era se alza la enorme encina.

## Descripción
Especie: Quercus ilex. Perímetro: 6,10 metros. Altura 16,50 metros. Copa: 28 metros. 

## Árbol europeo del Año
La carrasca milenaria de Lecina captó la mayor suma de votos frente al resto de árboles participantes de toda Europa. Obtuvo un total de 104 264 votos, lo cual es un récord de votación en la historia del concurso. Además fue la primera vez que un árbol de España ganaba dicho título. 
Las asociaciones encargadas de su promoción valoran que el éxito de este árbol se debe principalmente a la gran campaña realizada por sus defensores. Las autoridades locales y vecinos de la región se volcaron para que la candidatura de la encina atravesara las fronteras de Aragón, con una extensa campaña de proyección en medios y redes sociales. Según una organizadora de la campaña: 

“Para nosotros representa la unión del árbol con la tierra como la de los vecinos con el medio rural, con el afán de resistir, y creemos que es algo común en todas las zonas rurales de España”.

## Distinciones
- Incluido en el catálogo de árboles singulares de Aragón.
- Elegido Árbol del Año de España en 2020.
- Elegido Árbol Europeo del Año en 2021.

## Conservación
Muestra un excelente estado y vitalidad, poco común en árboles de gran edad. Se han instalado barreras en su base, para evitar que las pisadas de las personas alteren el estado del suelo sobre el que crece.

## Paraje
El paraje en el que se asienta es una zona de gran riqueza medioambiental, con grandes ejemplares de encinas, fresnos y robles. El entorno de Lecina está próximo al Cañón del Río Vero, al barranco de la Choca y los Abrigos de Barfaluy, una zona de gran interés geológico y cultural. Además, todo su territorio está incluido en el Parque natural de la Sierra y los Cañones de Guara.